# 菜蕨
菜蕨（学名：Callipteris esculenta）为蹄盖蕨科菜蕨属下的一个种。

## 扩展阅读
- 維基物種上的相關：菜蕨